# Ваадевитс, Иоханна Карловна
Иоханна (Йоханна-Эмилия) Карловна Ваадевитс (эст. Johanna Emilie Vaadevits, в девичестве — Вийра (эст. Viira), во втором браке — Роози (эст. Roosi)); 12 марта 1919, Таллин — 2 мая 2010) — швея, депутат Верховного совета СССР 4-го созыва.

## Биография
В 1933 году окончила среднюю школу, затем работала в Таллине на фабрике, производящей абажуры. После окончания Великой Отечественной войны работала на таллинской трикотажной фабрике «Марат» бригадиром швейного цеха, стала участницей стахановского движения и перевыполняла план на 200 %. В 1948 году избрана депутатом Таллинского городского Совета.
В марте 1954 года избрана депутатом Совета Национальностей Верховного совета СССР 4-го созыва (1954—1958) от Таллинского Морского избирательного округа.
Награждена почётной грамотой Президиума Верховного Совета ЭССР к 10-летию освобождения Таллина от немецко-фашистских захватчиков «за плодотворную и безупречную работу».

## Личная жизнь
Родители — Карл Вийра и Аделине Вийра (дев. Ипитс). Первый муж — Регнард-Рудольф Ваадевитс (1913—1944), погиб на фронте под Великими Луками. Второй муж — Зиновий Роози (1913—1997). Сын — Тойво Ваадевитс (1940—2003).